# Metal chrześcijański
Metal chrześcijański (ang. Christian metal; zwany też white metal – „biały metal”)  – nurt w obrębie muzyki metalowej obejmujący wszystkie gatunki tej muzyki, odnoszący się w warstwie tekstowej i symbolicznej do chrześcijaństwa. Jego przedstawiciele są w opozycji do ruchów satanistycznych czy neopogańskich, często kojarzonych z black metalem. Zespoły związane z metalem chrześcijańskim propagują w swojej muzyce treści ewangeliczne.

## Historia
Metal chrześcijański zapoczątkowano pod koniec lat 70. XX wieku, a pionierami gatunku były amerykański zespół Resurrection Band oraz szwedzki Jerusalem. W latach 80. gatunek rozsławił zespół Stryper, natomiast sama nazwa nurtu powstała około 1984 roku, kiedy heavy metal podzielił się na liczne podgatunki. W tym samym czasie wytwórnia Metal Blade Records zaproponowała nazwę „white metal” (pol. „biały metal”) w opozycji do ruchu black metalowego. Obydwa terminy były wykorzystywane jednocześnie do początku lat 90., kiedy to ruch przeszedł do undergroundu. Od tego czasu kraje anglojęzyczne oraz Europa wykorzystują nazwę „metal chrześcijański”, natomiast określenie „white metal” przyjęło się w Ameryce Południowej oraz południowej Europie.
W latach 90. najpopularniejszymi zespołami były amerykański Tourniquet i australijski Mortification.
Po roku 2000 najważniejszymi przedstawicielami „metalu chrześcijańskiego” są m.in. metalcore’owe formacje Demon Hunter, Living Sacrifice, August Burns Red, Oh, Sleeper,  The Devil Wears Prada, Fit for a King, nu-metalowa grupa Love and Death (zespół gitarzysty KoRna, Briana Welcha) oraz grający „chrześcijański power metal” Theocracy. W krajach, gdzie przyjęto nomenklaturę „white metal”, najbardziej znane są grupy Uniao oraz Seven Angels i Haste The Day.
Zespół post-hardcore'owy Underoath również przez dużą część swojej kariery odnosił się do chrześcijaństwa, jednakże od 2018 nie reprezentuje już tego nurtu.
Też niektóre zespoły jak np. As I Lay Dying i Norma Jean zaliczano do metalu chrześcijańskiego ze względu na wierzących przez pewien okres członków tego pierwszego, zaś tego drugiego w późniejszym okresie jego działalności wydano oświadczenie, że formacja nie uważa się za w pełni chrześcijański pomimo wierzącego wokalisty.
Najważniejszym przedstawicielem na polskiej scenie muzycznej jest 2Tm 2,3, przy czym metal w twórczości tej grupy jest jedną z wielu składowych. Do polskich zespołów wykonujących chrześcijański metal zaliczają się również zespoły Broken Reed, Pneuma, a także łączący treści chrześcijańskie z muzyką folkową Illuminandi.